# Michael Shrieve
Michael Shrieve (* 6. července 1949 San Francisco, Kalifornie) je americký bubeník, perkusionista a skladatel. Je znám jako bubeník rockové skupiny Santana. Hrál na jejích albech v letech 1969 až 1974. Byl jedním z nejmladších účinkujících na festivalu Woodstock v roce 1969, kdy mu bylo dvacet let. Jeho sólo na bicí ve skladbě "Soul Sacrifice" na filmu Woodstock je označováno jako "elektrizující".

## Diskografie

### Bubeník
- (1969) se skupinou Santana — Santana
- (1970) se skupinou Santana — Abraxas
- (1971) se skupinou Santana — Santana III
- (1972) se skupinou Santana — Caravanserai
- (1973) se skupinou Santana — Love Devotion Surrender
- (1973) se skupinou Santana — Welcome
- (1974) se skupinou Santana — Borboletta
- (1976) se skupinou Automatic Man
- (1976) se skupinou Go/Stomu Yamashta
- (1979) s Richardem Wahnfriedem — Time Actor (perkusy)
- (1980) s Pat Travers Band — Crash and Burn (perkusy)
- (1981) s Klausem Schulzem – Trancefer (perkusy)
- (1981) se skupinou Novo Combo — Novo Combo
- (1981) s Richardem Wahnfriedem — Tonwelle
- (1982) se skupinou Novo Combo — Animation Generation
- (1983) s Klausem Schulzem – Audentity (EEH Computer/bicí Simmons)
- (1984) s Richardem Wahnfriedem — Megatone (perkusy)
- (1984) s Hagar Schon Aaronson Shrieve (HSAS) — Through the Fire
- (1984) s Rogerem Hodgsonem — In the Eye of the Storm
- (1993) s Jonasem Hellborgem a Buckethead — Octave of the Holy Innocents
- (1995) s Shawn Lane, Jonas Hellborg, Bill Frisell & Wayne Horovitz
- (1997) s bývalými členy skupiny Santana — Abraxas Pool
- (2004) s Revolution Void — Increase the Dosage (jedna skladba)
- (2016) se skupinou Santana — Santana IV

### Skladatel
- (1971) If Only I Could Remember My Name (David Crosby jedna skladba )
- (1984) Transfer Station Blue (s Kevinem Shrievem & Klausem Schulzem, nahráno 1979–83)
- (1989) Big Picture (with David Beal)
- (1989) Stiletto (with Mark Isham, David Torn, Andy Summers, & Terje Gewelt)
- (1989) The Leaving Time (se Steve Roachem)
- (1994) Fascination (s Billem Frisellem & Wayne Horvitzem)
- (1995) Two Doors (Door 1 s Jonasem Hellborgem & Shawnem Laneem) (Door 2 s Billem Frisellem & Wayne Horvitzem)
- (2005) Oracle (s Amonem Tobinem) pouze na iTunes
- (2006) Drums of Compassion  (with Jeffem Greinkem, Jackem DeJohnette, Zakirem Hussainem & Airto Moreirou)

### Producent
- (1998) Douglas September — Ten Bulls (producent)
- (2007) AriSawkaDoria — Chapter One (em)
- (2009) Sam Shrieve — "Bittersweet Lullabies" (producent)

## Filmografie
Shrieve se krátce objevil ve filmu Gimme Shelter (1970), kde vysvětluje Jerry Garciovi a Phil Leshovi násilnou scénu, která se objevila na koncertu v Altamontu.